# Draba paucifructa
Draba paucifructa är en korsblommig växtart som beskrevs av Ira Waddell Clokey och Charles Leo Hitchcock. Draba paucifructa ingår i släktet drabor, och familjen korsblommiga växter. Inga underarter finns listade i Catalogue of Life.